# 三文堂
三文堂筆業有限公司（英語：TWSBI CO., LTD）是台灣的一家鋼筆以及文具製造商，以生產活塞鋼筆聞名，由王仁森、王成昌父子創立。該公司早期以太幸精密工業為名替歐美鋼筆廠商、樂高積木代工。三文堂筆業曾以Montesa作為品牌名稱，2009年改為現名。

## 名稱由來
依據官方網站的說法，中文名稱三文堂乃是取自清乾隆帝珍藏三件稀世墨寶之處－三希堂（於養心殿）。
英文名稱則是將三文堂的音譯——San Wen Tong——取每一個字的第一個字母後倒轉，即為TWS，在加上筆的音譯Bi，組合而成TWSBI。
亦有一說是Taiwan(TW)'s Bi(筆)（臺灣的筆）。

## 主要產品
以TWSBI作為品牌名稱後發表過以下數種鋼筆筆款：
- ECO：示範筆（透明筆身，可看見內部構造、機械原理）活塞上墨，為經濟Economic的縮寫。
- Classic系列：分為新舊兩代，較為傳統的外型設計，不是示範筆，採用活塞上墨，在握位與筆身交接之處有觀墨窗，可以檢視剩餘墨量。
- Diamond系列：Diamond系列出過530、540、580三代筆款，為活塞上墨示範筆，530及540的握位設計容易裂開，可聯絡該廠商索取更換品[5]，受到不少批評，於580加入金屬環改進，目前少聽說有此種情形。  Diamond系列的外型變化最多，有多種顏色、玫瑰金、鋁合金、中華民國國徽紀念款、中華民國海軍特別版、美國國旗紀念款...。（Diamond 530曾榮獲2010德國Reddot產品設計大獎[2]）
- Diamond Mini系列：即為短版的Diamond。
- VAC 700：示範筆，真空上墨（壓下推桿將筆身抽為真空，利用此吸力將墨水吸起）。
- VAC mini：即為短版的VAC 700。
- Micarta（已停產）：電木材質，三文堂少數使用歐規吸墨器/卡水的筆款，有803（無筆夾）、805（有筆夾）兩筆款。

該公司亦有製造三色筆、筆記本、墨水瓶......

## 多採用活塞上墨原因
三文堂除了VAC 700及Micarta兩筆款，其他筆款都是採用活塞上墨，根據小品雅集老闆李台營的訪談資料，三文堂的創始者王先生在筆閣（页面存档备份，存于）（臺灣主要的鋼筆討論集會、論壇）徵求鋼筆使用者的意見、評價，李台營建議其捨棄吸墨器鋼筆，嘗試活塞上墨，並提供一支百利金m800作為參考。最後成功行銷國際，也被國外大型鋼筆論壇Fountain Pen Network評為世界十大鋼筆廠商之一。

## 外部連結
- PChome Online 商店街 - TWSBI 三文堂筆業有限公司（页面存档备份，存于）
- TWSBI（页面存档备份，存于）
- 三文堂的Facebook專頁
- TWSBI的Facebook專頁
- TWSBI的X（前Twitter）
- TWSBI的Instagram帳戶